# Mistrzostwa Świata Juniorów w Wędkarstwie Muchowym (2018)
XVII Mistrzostwa Świata Juniorów w Wędkarstwie Muchowym – mistrzostwa świata juniorów w wędkarstwie muchowym, które odbyły się w dniach 6-12 sierpnia 2018 w Polsce, na Sanie (jezioro Myczkowskie).

## Organizacja
Impreza została zorganizowana przez Okręg PZW w Krośnie. Podczas zawodów złowiono ponad osiemset sklasyfikowanych sztuk ryb. Dominowały lipienie, a największe okazy reprezentowane były przez pstrąga potokowego i tęczowego.

## Wyniki
Wyniki indywidualne:
- 1. miejsce:  Szymon Konieczny, Polska,
- 2. miejsce:  Saint Aman Emilio, Francja,
- 3. miejsce:  Sergio Heredero, Hiszpania[1].

Wyniki zespołowe:
- 1. miejsce:  Polska,
- 2. miejsce:  Hiszpania,
- 3. miejsce:  Czechy[1].